# ハインツ・ジールマン
ハインツ・ジールマン(Heinz Sielmann、1917年6月2日 – 2006年10月6日)は、野生生物写真家、動物学者およびドキュメンタリー映画製作者。

## 来歴
ノルトライン＝ヴェストファーレン州メンヒェングラットバッハ市出身。1938年に初めて製作したキツツキを題材とした長編映画『Zimmerleute des Waldes』(英語名: Woodpecker)がイギリスで高く評価され、以後「ミスター･ウッドペッカー」の愛称で呼ばれた。代表作に『猛獣最後の王国』(Lords of the Forest、オーソン・ウェルズのナレーションを加えアメリカで公開された時のタイトルはMasters of the Congo Jungle、1959年)、ベルリン映画祭銀熊賞およびイタリアトレント映画祭最高金賞受賞作『ガラパゴス-世界最後の秘境』(Galapagos - Dream Island in the Pacific、1962年)、『Vanishing Wilderness』『The Mystery of Animal Behavior』などがあり、世界中で大成功を収めた。
1940年にドイツ占領下のアダム・ミツキェヴィチ大学で動物学を専攻している。1960年代末頃、ナショナルジオグラフィック協会と共同で製作していた野生生物のドキュメンタリーの仕事を通じて、後にアカデミー賞を受賞する昆虫を題材とした1971年制作のドキュメンタリー『The Hellstrom Chronicle』でコンビを組む写真家ワーロン・グリーンと知り合った。また1974年にはアメリカの野生生物ドキュメンタリー『Birds do it..., Bees do it...』にも撮影技師として参加した。
一方、ドイツにビーバーやカワウソを呼び戻し、また子供たち自然保護に対する関心を高めることを目的とした基金Heinz Sielmann-Stiftungを1974年に設立した。ジールマンが製作したシリーズ『Expeditionen ins Tierreich』(英訳:Expeditions into the Animal Kingdom)は、ドイツで最も知られた動物のドキュメンタリーである。1994年、ミュンヘン大学名誉教授。2005年、ドイツ環境賞ライフワーク名誉賞受賞。
2006年、バイエルン州ミュンヘン市にて死去。